# Schwebebienen
Melitturga, mit deutschem Namen Schwebebienen, ist eine Gattung der Andrenidae, von der es nur ca. 17 Arten gibt. Diese sind auf die Alte Welt beschränkt, in Mitteleuropa gibt es nur zwei seltene Arten der Gattung: Melitturga praestans und M. clavicornis. Lediglich die letztere ist auch von Deutschland, Österreich und der Schweiz bekannt, sie gilt in Deutschland jedoch als ausgestorben.
Die Gattung Melitta gehört trotz der Namensähnlichkeit zu einer anderen Familie (Melittidae).

## Merkmale
Die Schwebebienen sind ca. 13 bis 16 mm groß und ähneln großen Sandbienen. Die Antennen sind relativ kurz und keulenförmig. Die Männchen haben für Bienen auffallend große Augen und ein gelb gefärbtes Gesicht. Bei den Weibchen ist der Kopfschild gelb gefärbt, das Abdomen ist ziemlich kahl.

## Lebensweise
Die Schwebebienen fliegen im Sommer, Ende Juni bis Mitte August und haben nur eine Generation im Jahr. Die Weibchen graben Nester in lückig bewachsenen Boden, der auch verdichtet sein kann, oft in kleineren Kolonien. Der Nesteingang wird stets offen gelassen.
Die Männchen stehen ähnlich wie Schwebfliegen in der Luft (daher der Name), suchen mit ihren großen Augen nach Weibchen und stoßen blitzschnell in die Richtung, in der sie ein Weibchen sehen. Manchmal verfolgen mehrere Männchen gleichzeitig ein Weibchen. Zum Schlafen klammern bzw. beißen sich die Männchen an Pflanzen fest. Dabei bilden sie oft Schlafgesellschaften.

### Sammeln und Transport von Pollen
Die Weibchen haben eine Bürste aus locker stehenden, kurzen Haaren an der Hinterschiene und Ferse (Tibia und Metatarsus). Der Pollen wird mit Nektar angefeuchtet und in charakteristischer Weise als Ring um die Hinterschienen transportiert. Ein ähnlicher Pollentransport ist sonst nur bei Panurginus bekannt.
M. clavicornis ist auf Pollen von Schmetterlingsblütlern, vor allem Luzerne spezialisiert, welche Pollen M. praestans sammelt, ist nicht bekannt.

## Brutparasiten
Als Brutparasiten sind die folgenden Kuckucksbienen bekannt: Ammobatoides abdominalis und Sphecodes albilabris.